# Гей-екзорцизм
Гей-екзорцизм, подібно до демонічного екзорцизму, полягає в тому, що екзорцист виганяє «гомосексуальних демонів» або інших духовних істот з ЛГБТ-людини. Головною метою дійства є намагання «позбутися» гомосексуальних тягот. Повідомлення про практику гей-екзорцизму все ще трапляються в наш час, хоча й тримаються в церковній таємниці.

## Випадки
Преподобний отець Роланд Стрінгфеллоу, священнослужитель зі штату Каліфорнія, розповів, що сам піддавався антигейському екзорцизму в 1990-х роках, що «не викликало нічого, крім сорому і збентеження».
У 2009 році випадок в Коннектикуті був зафіксований на відео. 16-річний хлопець був побитий в церкві протягом 20 хвилин групою церковних лідерів, які виступали в ролі екзорцистів, вигукуючи «таїнства», такі як: «Моліться за геїв!», і «Нечистий квір, не будь тут!». Пізніше відео було викладено на YouTube. 